# Lista orașelor din Statele Unite ale Americii după populație
Această pagină este o listă a celor mai mari orașe ale Statelor Unite ale Americii aranjate în ordine descrescătoare a numărului lor de locuitori.
| Rang | Oraș                               | Stat/district        | Populatie (2017*) |
| ---- | ---------------------------------- | -------------------- | ----------------- |
| 1    | New York City                      | New York             | 8.623.000*        |
| 2    | Los Angeles                        | California           | 4.000.000*        |
| 3    | Chicago                            | Illinois             | 2.716.000*        |
| 4    | Houstona[›]                        | Texas                | 2.313.000*        |
| 5    | Philadelphia                       | Pennsylvania         | 1.581.000*        |
| 6    | Phoenix                            | Arizona              | 1.461.575         |
| 7    | San Antonio                        | Texas                | 1.256.509         |
| 8    | San Diego                          | California           | 1.255.540         |
| 9    | Dallas                             | Texas                | 1.213.825         |
| 10   | San Jose                           | California           | 912.332           |
| 11   | Detroit                            | Michigan             | 886.671           |
| 12   | Indianapolis                       | Indiana              | 784.118           |
| 13   | Jacksonville                       | Florida              | 782.623           |
| 14   | San Francisco                      | California           | 739.426           |
| 15   | Columbus                           | Ohio                 | 730.657           |
| 16   | Austin                             | Texas                | 690.252           |
| 17   | Memphis                            | Tennessee            | 672.277           |
| 18   | Baltimorea[›]                      | Maryland             | 640.064           |
| 19   | Fort Worth                         | Texas                | 624.067           |
| 20   | Charlotte                          | Carolina de Nord     | 610.949           |
| 21   | Nashvillea[›]b[›]                  | Tennessee            | 607.413           |
| 22   | El Paso                            | Texas                | 598.590           |
| 23   | Bostona[›]                         | Massachusetts        | 596.638           |
| 24   | Washingtona[›]                     | District of Columbia | 582.049           |
| 25   | Milwaukee                          | Wisconsin            | 578.887           |
| 26   | Seattle                            | Washington           | 573.911           |
| 27   | Denver                             | Colorado             | 557.917           |
| 28   | Louisville                         | Kentucky             | 556.429           |
| 29   | Las Vegas                          | Nevada               | 545.147           |
| 30   | Portland                           | Oregon               | 533.427           |
| 31   | Oklahoma City                      | Oklahoma             | 531.324           |
| 32   | Tucson                             | Arizona              | 515.526           |
| 33   | Albuquerque                        | New Mexico           | 494.236           |
| 34   | Atlantaa[›]                        | Georgia              | 483.108           |
| 35   | Long Beach                         | California           | 474.014           |
| 36   | Fresno                             | California           | 461.116           |
| 37   | Sacramento                         | California           | 456.441           |
| 38   | New Orleansc[›]                    | Louisiana            | 454.863           |
| 39   | Cleveland                          | Ohio                 | 452.208           |
| 40   | Kansas City                        | Missouri             | 444.965           |
| 41   | Mesa                               | Arizona              | 442.780           |
| 42   | Virginia Beach                     | Virginia             | 438.415           |
| 43   | Omaha                              | Nebraska             | 414.521           |
| 44   | Oakland                            | California           | 395.274           |
| 45   | Miami                              | Florida              | 386.417           |
| 46   | Tulsa                              | Oklahoma             | 382.457           |
| 47   | Honolulud[›]                       | Hawaii               | 377.379           |
| 48   | Minneapolis                        | Minnesota            | 372.811           |
| 49   | Colorado Springs                   | Colorado             | 369.815           |
| 50   | Arlington                          | Texas                | 362.805           |
| 51   | Wichita                            | Kansas               | 354.865           |
| 52   | St. Louisa[›]                      | Missouri             | 352.572           |
| 53   | Raleigh                            | North Carolina       | 341.530           |
| 54   | Santa Ana                          | California           | 340.368           |
| 55   | Anaheim                            | California           | 331.804           |
| 56   | Cincinnatia[›]                     | Ohio                 | 331.310           |
| 57   | Tampa                              | Florida              | 325.989           |
| 58   | Pittsburgh                         | Pennsylvania         | 316.718           |
| 59   | Toledo                             | Ohio                 | 301.285           |
| 60   | Aurora                             | Colorado             | 297.235           |
| 61   | Bakersfield                        | California           | 295.536           |
| 62   | Riverside                          | California           | 294.059           |
| 63   | Stockton                           | California           | 286.926           |
| 64   | Corpus Christi                     | Texas                | 283.474           |
| 65   | Newark                             | New Jersey           | 280.666           |
| 66   | Buffalo                            | New York             | 279.745           |
| 67   | St. Paul                           | Minnesota            | 275.150           |
| 68   | Anchorage                          | Alaska               | 275.043           |
| 69   | Lexington                          | Kentucky             | 268.080           |
| 70   | Plano                              | Texas                | 250.096           |
| 71   | St. Petersburg                     | Florida              | 249.079           |
| 72   | Jersey City                        | New Jersey           | 239.614           |
| 73   | Glendale                           | Arizona              | 239.435           |
| 74   | Lincoln                            | Nebraska             | 239.213           |
| 75   | Chandler                           | Arizona              | 234.939           |
| 76   | Henderson                          | Nevada               | 232.146           |
| 77   | Greensboro                         | North Carolina       | 231.962           |
| 78   | Norfolk                            | Virginia             | 231.954           |
| 79   | Birmingham                         | Alabama              | 231.483           |
| 80   | Scottsdale                         | Arizona              | 226.013           |
| 81   | Fort Wayne                         | Indiana              | 223.341           |
| 82   | Baton Rougee[›]                    | Louisiana            | 222.064           |
| 83   | Madison                            | Wisconsin            | 221.551           |
| 84   | Hialeah                            | Florida              | 220.485           |
| 85   | Chesapeake                         | Virginia             | 218.968           |
| 86   | Garland                            | Texas                | 216.346           |
| 87   | Orlando                            | Florida              | 213.223           |
| 88   | Rochester                          | New York             | 211.091           |
| 89   | Akron                              | Ohio                 | 210.795           |
| 90   | Chula Vista                        | California           | 210.497           |
| 91   | Fremont                            | California           | 210.158           |
| 92   | Lubbock                            | Texas                | 209.737           |
| 93   | Laredo                             | Texas                | 208.754           |
| 94   | Modesto                            | California           | 207.011           |
| 95   | Durham                             | North Carolina       | 204.845           |
| 96   | Reno                               | Nevada               | 203.550           |
| 97   | Montgomery                         | Alabama              | 200.127           |
| 98   | Glendale                           | California           | 200.065           |
| 99   | Arlingtonf[›]                      | Virginia             | 199.761a[›]       |
| 100  | Shreveport                         | Louisiana            | 198.874           |
| 101  | San Bernardino                     | California           | 198.550           |
| 102  | Spokane                            | Washington           | 196.818           |
| 103  | Yonkers                            | New York             | 196.425           |
| 104  | Tacoma                             | Washington           | 195.898           |
| 105  | Huntington Beach                   | California           | 194.457           |
| 106  | Des Moines                         | Iowa                 | 194.163           |
| 107  | Grand Rapids                       | Michigan             | 193.780           |
| 108  | Richmond                           | Virginia             | 193.777           |
| 109  | Winston-Salem                      | North Carolina       | 193.755           |
| 110  | Irving                             | Texas                | 193.649           |
| 111  | Boise                              | Idaho                | 193.161           |
| 112  | Mobile                             | Alabama              | 191.544           |
| 113  | Augusta-Richmond County (balance)* | Georgia              | 190.782           |
| 114  | Irvine                             | California           | 186.852           |
| 115  | Columbus                           | Georgia              | 185.271           |
| 116  | Little Rock                        | Arkansas             | 184.564           |
| 117  | Oxnard                             | California           | 183.628           |
| 118  | Amarillo                           | Texas                | 183.021           |
| 119  | Knoxville                          | Tennessee            | 180.130           |
| 120  | Newport News                       | Virginia             | 179.899           |
| 121  | Moreno Valley                      | California           | 178.367           |
| 122  | Salt Lake City                     | Utah                 | 178.097           |
| 123  | Jackson                            | Mississippi          | 177.977           |
| 124  | Providence                         | Rhode Island         | 176.862           |
| 125  | North Las Vegas                    | Nevada               | 176.635           |
| 126  | Gilbert                            | Arizona              | 173.989           |
| 127  | Ontario                            | California           | 172.679           |
| 128  | Worcester                          | Massachusetts        | 172.648           |
| 129  | Rancho Cucamonga                   | California           | 169.353           |
| 130  | Santa Clarita                      | California           | 168.253           |
| 131  | Aurora                             | Illinois             | 168.181           |
| 132  | Brownsville                        | Texas                | 167.493           |
| 133  | Fort Lauderdale                    | Florida              | 167.380           |
| 134  | Huntsville                         | Alabama              | 166.313           |
| 135  | Oceanside                          | California           | 166.108           |
| 136  | Garden Grove                       | California           | 166.075           |
| 137  | Overland Park                      | Kansas               | 164.811           |
| 138  | Fontana                            | California           | 163.860           |
| 139  | Tempe                              | Arizona              | 161.143           |
| 140  | Dayton                             | Ohio                 | 158.873           |
| 141  | Tallahassee                        | Florida              | 158.500           |
| 142  | Vancouver                          | Washington           | 157.493           |
| 143  | Chattanooga                        | Tennessee            | 154.762           |
| 144  | Pomona                             | California           | 153.787           |
| 145  | Santa Rosa                         | California           | 153.158           |
| 146  | Rockford                           | Illinois             | 152.916           |
| 147  | Springfield                        | Massachusetts        | 152.082           |
| 148  | Pembroke Pines                     | Florida              | 150.380           |
| 149  | Springfield                        | Missouri             | 150.298           |
| 150  | Paterson                           | New Jersey           | 149.843           |
| 151  | Corona                             | California           | 149.387           |
| 152  | Salem                              | Oregon               | 148.751           |
| 153  | Salinas                            | California           | 146.431           |
| 154  | Hollywood                          | Florida              | 145.629           |
| 155  | Hampton                            | Virginia             | 145.579           |
| 156  | Eugene                             | Oregon               | 144.515           |
| 157  | Grand Prairie                      | Texas                | 144.337           |
| 158  | Kansas City                        | Kansas               | 144.210           |
| 159  | Pasadena                           | Texas                | 143.852           |
| 160  | Pasadena                           | California           | 143.731           |
| 161  | Torrance                           | California           | 142.384           |
| 162  | Syracuse                           | New York             | 141.683           |
| 163  | Naperville                         | Illinois             | 141.579           |
| 164  | Lakewood                           | Colorado             | 140.671           |
| 165  | Hayward                            | California           | 140.293           |
| 166  | Cape Coral                         | Florida              | 140.010           |
| 167  | Sioux Falls                        | South Dakota         | 139.517           |
| 168  | Bridgeport                         | Connecticut          | 139.008           |
| 169  | Peoria                             | Arizona              | 138.200           |
| 170  | Alexandriaa[›]                     | Virginia             | 137.602           |
| 171  | Joliet                             | Illinois             | 136.208           |
| 172  | Warren                             | Michigan             | 135.311           |
| 173  | Orange                             | California           | 134.950           |
| 174  | Palmdale                           | California           | 134.570           |
| 175  | Escondido                          | California           | 134.085           |
| 176  | Lancaster                          | California           | 134.032           |
| 177  | Fullerton                          | California           | 132.787           |
| 178  | Port St. Lucie                     | Florida              | 131.692           |
| 179  | Fayetteville                       | North Carolina       | 129.928           |
| 180  | Mesquite                           | Texas                | 129.902           |
| 181  | Sunnyvale                          | California           | 128.902           |
| 182  | Coral Springs                      | Florida              | 128.804           |
| 183  | Savannah                           | Georgia              | 128.453           |
| 184  | Sterling Heights                   | Michigan             | 128.034           |
| 185  | Fort Collins                       | Colorado             | 128.026           |
| 186  | Elizabeth                          | New Jersey           | 125.809           |
| 187  | New Haven                          | Connecticut          | 124.791           |
| 188  | Hartford                           | Connecticut          | 124.397           |
| 189  | Thousand Oaks                      | California           | 124.359           |
| 190  | McAllen                            | Texas                | 123.622           |
| 191  | Concord                            | California           | 123.252           |
| 192  | Cedar Rapids                       | Iowa                 | 123.119           |
| 193  | El Monte                           | California           | 122.513           |
| 194  | Topeka                             | Kansas               | 121.946           |
| 195  | Waco                               | Texas                | 120.465           |
| 196  | Stamford                           | Connecticut          | 120.045           |
| 197  | West Valley Citya[›]               | Utah                 | 118.917           |
| 198  | Carrollton                         | Texas                | 118.870           |
| 199  | Simi Valley                        | California           | 118.687           |
| 200  | Flint                              | Michigan             | 118.551           |
| 201  | Vallejo                            | California           | 117.483           |
| 202  | Bellevue                           | Washington           | 117.137           |
| 203  | Columbia                           | South Carolina       | 117.088           |
| 204  | Evansville                         | Indiana              | 115.918           |
| 205  | Springfield                        | Illinois             | 115.668           |
| 206  | Lansing                            | Michigan             | 115.518           |
| 207  | Provoa[›]                          | Utah                 | 115.135           |
| 208  | Abilene                            | Texas                | 114.757           |
| 209  | Inglewood                          | California           | 114.467           |
| 210  | Ann Arbor                          | Michigan             | 113.271           |
| 211  | Clarksville                        | Tennessee            | 112.878           |
| 212  | Peoria                             | Illinois             | 112.685           |
| 213  | Elk Grove                          | California           | 112.338           |
| 214  | Lafayette                          | Louisiana            | 112.030           |
| 215  | Beaumont                           | Texas                | 111.799           |
| 216  | Olathe                             | Kansas               | 111.334           |
| 217  | Independence                       | Missouri             | 110.208           |
| 218  | Costa Mesa                         | California           | 109.830           |
| 219  | Downey                             | California           | 109.718           |
| 220  | Manchester                         | New Hampshire        | 109.691           |
| 221  | Clearwater                         | Florida              | 108.687           |
| 222  | Visalia                            | California           | 108.669           |
| 223  | West Covina                        | California           | 108.185           |
| 224  | Gainesville                        | Florida              | 108.184           |
| 225  | Waterbury                          | Connecticut          | 107.902           |
| 226  | Allentown                          | Pennsylvania         | 106.992           |
| 227  | Charleston                         | South Carolina       | 106.712           |
| 228  | Miramar                            | Florida              | 106.623           |
| 229  | Cary                               | North Carolina       | 106.439           |
| 230  | Roseville                          | California           | 105.940           |
| 231  | Norwalk                            | California           | 105.834           |
| 232  | Santa Clara                        | California           | 105.402           |
| 233  | South Bend                         | Indiana              | 105.262           |
| 234  | Thornton                           | Colorado             | 105.182           |
| 235  | Lowell                             | Massachusetts        | 105.167           |
| 236  | Westminster                        | Colorado             | 105.084           |
| 237  | Fairfield                          | California           | 104.476           |
| 238  | Pompano Beach                      | Florida              | 104.179           |
| 239  | Denton                             | Texas                | 104.153           |
| 240  | Burbank                            | California           | 104.108           |
| 241  | San Buenaventura                   | California           | 104.017           |
| 242  | Arvada                             | Colorado             | 103.966           |
| 243  | Pueblo                             | Colorado             | 103.495           |
| 244  | Athens                             | Georgia              | 103.238           |
| 245  | Erie                               | Pennsylvania         | 102.612           |
| 246  | Richmond                           | California           | 102.186           |
| 247  | Norman                             | Oklahoma             | 101.719           |
| 248  | Cambridge                          | Massachusetts        | 101.355           |
| 249  | Green Bay                          | Wisconsin            | 101.203           |
| 250  | Berkeley                           | California           | 100.744           |
| 251  | Antioch                            | California           | 100.631           |
| 252  | Daly City                          | California           | 100.339           |
| 253  | Killeen                            | Texas                | 100.233           |
| 254  | Portsmouth                         | Virginia             | 100.169           |
| 255  | Midland                            | Texas                | 100.048           |